# Southall-ulykken
Southall-kollisionen skete den 19. september 1997 på Great Western Railways strækning ved Southall i det vestlige London. Seks personer omkom og over 150 blev kvæstet.
Kollisionen skete, da Great Westerns intercitytog nr. 1032 fra Swansea til London Paddington med et defekt AWS-system passerede et stopvisende signal og kolliderede med at godstog.
Det vurderes, at såfremt AWS-systemet havde virket, ville risikoen for at ulykken opstod have været mindre, men ikke helt elimineret, idet AWS er er advarselssystem, der ikke griber ind i lokomotivførerens betjening. Automatic Train Protection (svarende til dansk ATC) ville med stor sandsynlighed have hindret ulykken. Toget var udrustet med "ATP", men dette var udkoblet. På ulykkestidspunktet var det ikke et krav at ATP-systemet skulle være aktiveret, bl.a. fordi det havde en del driftsproblemer. Efter denne ulykke og kollisionen ved Ladbroke Grove krævede operatørselskabet Great Western at alle dets HST tog skulle have ATP aktiveret – i modsat fald blev toget taget ud af drift.